# Rita La Roy
Rita La Roy (née Ina La Roi Stuart le 2 octobre 1901 et décédée le 18 février 1993) était une actrice et danseuse américaine, commençant sa carrière en 1929 et ayant son dernier rôle important en 1940.

## Biographie
Rita La Roy apparait dans plus de 50 films, dont le plus connu était Blonde Vénus, avec Marlene Dietrich. Après sa carrière d'actrice, elle ouvre une école de mannequins à Hollywood.

## Filmographie partielle
- 1930 : Présentez armes (Leathernecking) d'Edward F. Cline
- 1930 : Sin Takes a Holiday de Paul L. Stein
- 1932 : Blonde Vénus de Josef von Sternberg
- 1937 : Flight from Glory de Lew Landers
- 1940 : Hold That Woman! de Sam Newfield